# Freddy Coppens
Freddy Coppens (Antwerpen, 16 april 1946) is een Vlaams televisie- en filmregisseur.
Coppens is de regisseur van een hele reeks televisiedocumentaires, waaronder Juicht België juicht, Het moderna museet Stockholm, Roger Raveel, Beroep: schrijver in New York, Jean-Paul Gaultier, De langste dag, The VDB Story en De familie Nothomb, naast een aantal afleveringen van Windkracht 10.
Zijn bekendste realisatie is de film Max uit 1994. Deze film met Jacques Vermeire en Greet Rouffaer was de op zes na meest succesvolle Belgische film aller tijden en lokte 643.000 toeschouwers naar de bioscoopzalen.
- Gemeinsame Normdatei: 1180508025
- International Standard Name Identifier: 0000 0000 2379 8757
- Library of Congress Control Number: n82074683
- Nederlandse Thesaurus van Auteursnamen: 069637156
- Virtual International Authority File: 77659950
- WorldCat: E39PBJy8pWW9XfWbQhMmXGWVYP